# KickassTorrents
KickassTorrents（下稱KAT）是提供种子文件和磁力链接的目錄網站，其能使用戶更方便地透過BitTorrent协议進行對等網路檔案下載和分享。它於2008年上線；根據Alexa排名，它的瀏覽量已於2014年11月超越海盜灣，成為全球最高瀏覽量的BitTorrent目錄網站。2016年7月20日，美國政府查封了KAT。
2016年12月，前KAT內部人員另建一個網站，於當中把KAT的設計和功能重現，使之復活。

## 歷史
2008年11月，KAT正式上線。當初使用的域名為kickasstorrents.com。2011年4月，美国司法部為了打擊Demonoid和Torrentz，而查禁了一系列的域名。KAT在這之後改用菲律宾域名kat.ph。它的營運者之後決定每隔6個月便轉一次域名，期間用過的域名有kickass.so、kickasstorrents.im、kickass.to。

### 審查與封鎖
KAT在官網上宣稱，自身願意遵守《數字千年版權法》，並會在版權持有人的投訴之下移除有關的侵權種子。
2013年2月28日，倫敦的高等法院正式下令，要求所有的英國互联网服务供应商（ISP）皆需禁止用戶訪問包括KickassTorrents在內的3個種子站點。理查德·阿诺德（Richard Arnold）法官表示，這些網站在設計上會助長人們侵犯版权。6月14日，KMT按照原定計劃，把自身的域名轉換成東加域名kickass.to。
之後6月23日，Google按著美國電影協會的要求，把KAT的連結從搜尋結果中移除。2013年8月，比利时的ISP封鎖了KAT。2014年1月，爱尔兰岛的幾間ISP開始封鎖KAT。次月，Twitter禁止用戶貼出任何連去KAT的連結，不過數天后有關措施便被取消。2014年6月，馬來西亞通訊及多媒體委員會以KAT侵犯版權為由，把之於马来西亚全國封鎖。
2014年12月，KAT按照原定的域名替換計劃，把域名更換為索马里域名kickass.so。2015年2月9日，Whois的結果顯示kickass.so已被封鎖，使得KAT需為此下線一定時間。沒過多久，它便把域名替換成kickass.to，籍此重新上線。2015年2月14日，Steam聊天室把含有kickass.to的訊息封鎖，而含有kickass.so或其他知名種子站點的訊息則會被標註為「有潛在惡意」。
2015年4月23日，KAT把域名更換為曼島域名kickasstorrents.im，但當天此一域名即被封禁。4月24日，內部人員把它的域名再度更換成哥斯达黎加域名kat.cr。自2015年7月開始，Google搜索便決定在搜尋結果中移除任何來自kat.cr的結果。在這之後，很多地區的用戶一旦嘗試在Google上搜尋KAT，便會得出一個把偽冒網站放在頁面最上方的結果，該假網站會誘導用戶下載並安裝恶意软件。
2015年10月，葡萄牙當局绕过法院，與ISP和版權持有人達成協議，使得包括KAT在內的一些流行種子站點於當地受到封鎖。同時Google Chrome和Firefox瀏覽器因為KAT的一些廣告會誘導用戶安裝惡意軟件， 故選擇阻止他們瀏覽該一網站。2016年4月，Google Chrome和Firefox瀏覽器因為KAT存有钓鱼式攻击的隱憂，故繼續封鎖之。
2016年6月，KAT正式提供.onion匿名服務域名。2016年8月，網站出售其中一個主域名。

### 網主落網

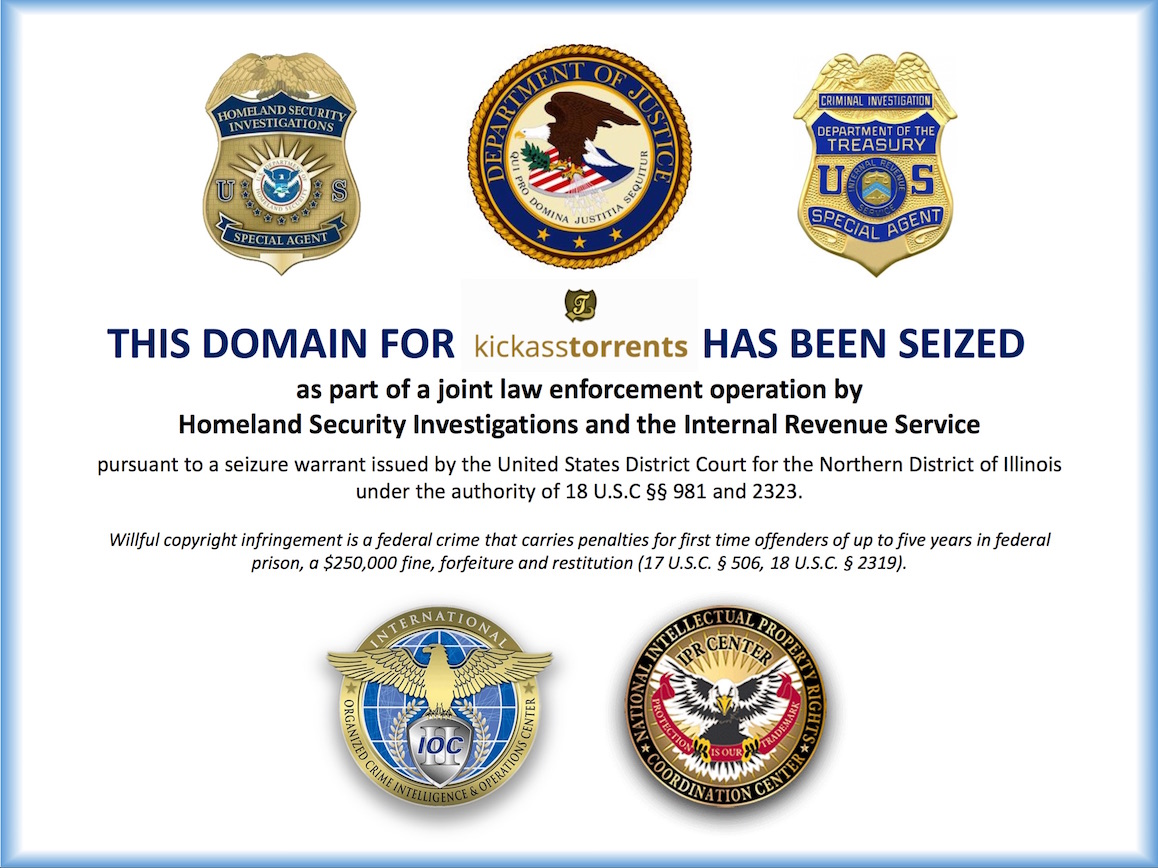
在美国當局查封KickassTorrents後，它的首頁被替換成上述圖像。

2016年7月20日，美国司法部表示它已經查封域名KAT.cr，並且鎖定了網主的身份——阿特姆·瓦林（烏克蘭語：Артем Ваулін）。他是一名30歲的乌克兰人。在美國法院宣佈有關起訴之後，瓦林被扣留於波蘭。在美国當局查封域名KAT.cr後，其餘代理域名隨即主動下線，網上亦湧現多個非官方鏡像網站，KAT團隊為此呼籲用戶小心謹慎地對待該些網站。它們很多都存活不久。
调查人员把瓦林用于iTunes交易的IP地址，跟用於登入KAT的Facebook頁面的地址進行交叉比對後，便鎖定了目標。美国联邦调查局还透過冒充广告商，獲取網站銀行帳戶的詳細訊息。是次行動由賈里德·德·耶希亞揚（Jared Der-Yeghiayan）帶領。他曾經追查出暗網市場絲路幕後主腦的真實身份。
國土安全調查署向美国伊利诺伊北区联邦地区法院提交了刑事诉状，當中表示他們已檢走了KAT的全部硬盤，包括其電子郵件伺服器。調查顯示，KAT的廣告年收入達1200萬美元以上。
2016年8月下旬，美国司法部在接到投诉后，正式對沃林、伊夫根·庫森科（Ievgen Kutsenko）、奧列克桑德·拉多斯汀（Oleksandr Radostin）提出公訴，並設有大陪審團在旁陪審；當時沃林還在关押於波兰监狱之內。於是其便委派律師代表艾拉·羅斯肯（Ira Rothken）去處理兩地的控訴。 2016年11月，波兰一家上诉法院拒绝沃林的保釋申請，稱美國所提供的證據已經足夠把其繼續收押於監獄內。

### 復活
2016年12月中旬，前KAT內部人員另建一個網站katcr.co，於當中把KAT的設計和功能重現，使之復活。自2020年7月以来，katcr.co已脱机。目前主力站点域名为 https://kickass.onl/ （页面存档备份，存于）